# Руднев, Леонид Иванович
Леонид Иванович Руднев (род. 9 июня 1938 года, Нижняя Озерна Щигровский район, Курская область, РСФСР, СССР) — советский и российский художник, педагог, народный художник Российской Федерации (2017).

## Биография
Родился 9 июня 1938 года в деревне Нижняя Озерна Щигровского района Курской области
В 1957 году — окончил Курское художественно-графическое училище, в 1963 году — окончил Харьковский государственный художественный институт (мастерская С. Ф. Беседина, А. М. Константинопольского, А. В. Хмельницкого).
С 1963 года — преподавал на художественно-графическом факультете Курского государственного института, профессор кафедры живописи (1998).
С 1968 года — член Союза художников СССР.
Избирался членом правления Курского отделения Союза художников России (1968—2002, 2002—2004).

## Творческая деятельность
Работает в жанре пейзажа.
Основные работы: «Бензоколонка» (1967), «Деревня строится» (1967), «Туман» (1968), «Колхозный двор» (1969), «Весна» (1970), «Весна в деревне» (1977), «Земля Нечерноземья», «Трудовые будни» (1980), «На кордоне» (1984), «У истока Ангары» (1996).
Участник художественных выставок различного уровня.
Произведения находятся в Курской областной картинной галерее имени А. А. Дейнеки, дирекции выставок СХ России, Тамбовской картинной галерее, Горловском художественном музее, в частных галереях и коллекциях России, Германии, Франции, ЮАР, Канады, США, Японии, Южной Кореи.

## Награды
- Народный художник Российской Федерации (2017)
- Заслуженный художник РСФСР (1982)
- Диплом Академии художеств СССР (1975)
- Диплом Союза художников России (1999, 2006)
- Премия губернатора Курской области имени А. А. Дейнеки (2005)